# Claptone
Claptone es un dúo alemán de DJ's y productores formado por Malente y Daniel Brems, se especializa en los géneros house y tech house. Son reconocibles por sus máscaras doradas al estilo de los médicos de la peste, que sirven para intrigar al público y mantener ocultas sus identidades. Claptone se ha presentado en lugares icónicos como Hï Ibiza, Pachá y Tomorrowland.

## Reseña biográfica
Claptone obtuvo reconocimiento internacional en 2013 con su canción “No Eyes” featuring JAW. Ha lanzado los álbumes Charmer en 2015 en Different Recordings, The Masquerade Mixes en 2017 y Fantasy en 2018.
En el 2015, Mixmag describió a Claptone como "uno de los personajes más visibles en la escena global del deep house y su música como "producida de forma nítida y que te contagia sin esfuerzo". Es conocido por sus colaboraciones con bandas indie y los cantantes-compositores. Charmer incluye vocales de Peter Bjorn and John, JAW, Jay-Jay Johanson, y Nathan Nicholson de Boxer Rebellion, entre otros. Mixmag señala que el remix de Claptone de Liquid Spirit de Gregory Porter del álbum epónimo "se ha convertido en un superventas y una de las mejores melodías del año" (2015).
Según la revista en línea de jazz The Jazz Line, el remix de Claptone fue en parte responsable del éxito del álbum de Gregory Porter. El álbum alcanzó el Disco de oro en Reino Unido después de que el remix de Claptone saliera en el Essential Mix de BBC Radio 1, y después encabezó la lista de Beatport, lo que llevó a los amantes de la música dance a buscar la canción original de Porter.

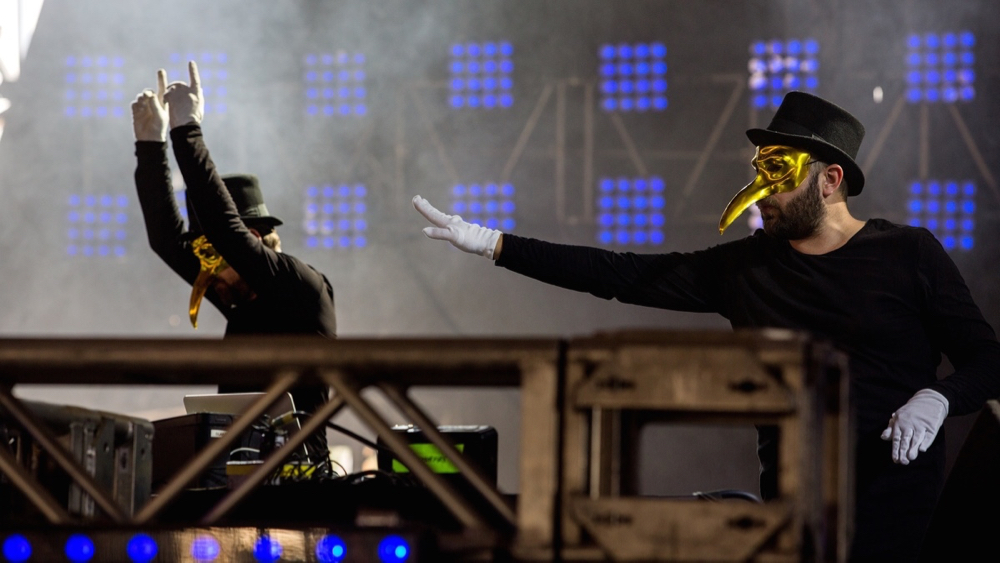
Claptone, actuando en el Northern Nights Music Festival en 2016.

El traje habitual de Claptone incluye una máscara dorada de pico inspirada en la Commedia dell’arte de la Italia del siglo XVI y guantes blancos, por lo que su identidad sigue siendo un misterio. Poco se sabe sobre los antecedentes de Claptone aparte del hecho de que su actuación se basa en Berlín. Según dice el sitio web Warp.la, las personas que actúan, son dos, y a veces actúan juntos, como se pudo apreciar en el Northern Nights Music Festival de 2016.
Actualmente en 2017 ha sido premiado como mejor Dj de house en los premios Dj Awards celebrados en Ibiza. También cuenta con la posición 69 en el top 100 de Djs de la revista DjMAG internacional.
En enero de 2018, presentó su nuevo sencillo "In The Night (feat. Ben Duffy)", anunciando también su nuevo álbum, "FANTAST". Para este nuevo disco se ha rodeado de un montón de colaboradores, entre ellos Kele Okereke, Blaenavon, Tender, Jones, Zola Blood, Austra, Nathan Nicholson, Clap Your Hands Say Yeah y Matt Simons.

## Ranking DJMag
| DJ       | 2017 | 2018 | 2019 | 2020 | 2021 | 2022 | 2023 | 2024 |
| -------- | ---- | ---- | ---- | ---- | ---- | ---- | ---- | ---- |
| Claptone | 69°  | 57°  | 53°  | 41°  | 32°  | 31°  | 32°  | 32°  |

## Ranking DJMag Alternative
| DJ       | 2018 | 2019 | 2020 | 2021 |
| -------- | ---- | ---- | ---- | ---- |
| Claptone | 2°   | 3°   | 3°   | 3°   |

## Discografía

### Álbumes
- Charmer (2015)
- Fantast (2018)
- Closer (2021)